# 데파르타멘토
데파르타멘토(departamento)는 라틴 아메리카의 여러 국가들의 행정 구역 단위이다. 아르헨티나를 제외하고 대부분 최상위 구역 단위이다. 어원은 프랑스의 데파르트망이며 단순히 디파트먼트(department, 행정 구역)로 번역된다.

## 현재
현재 10개 국가가 데파르타멘토를 갖추고 있다.
| 국가       | 관리 레벨 | 데파르타멘토 수 | 세분       |
| ---------- | --------- | --------------- | ---------- |
| 아르헨티나 | 2단계     | 378             | municipio  |
| 볼리비아   | 1단계     | 9               | provincia  |
| 콜롬비아   | 1단계     | 32              | municipio  |
| 엘살바도르 | 1단계     | 14              | municipios |
| 과테말라   | 1단계     | 22              | municipios |
| 온두라스   | 1단계     | 18              | municipios |
| 니카라과   | 1단계     | 15              | municipios |
| 파라과이   | 1단계     | 17              | municipios |
| 페루       | 1단계     | 24              | municipios |
| 우루과이   | 1단계     | 19              | municipios |

## 과거
1830년대에 멕시코는 24개의 데파르타멘토로 구분되었으며 이들은 모두 최상위 구역이었다.